# Domaníky
Domaníky és un poble i municipi d'Eslovàquia. Es troba a la regió de Banská Bystrica.

## Història
La primera menció escrita de la vila es remunta al 1700.

## Demografia
| Godina             | 1994 | 2004   | 2014   | 2024   |
| ------------------ | ---- | ------ | ------ | ------ |
| Nombre de persones | 210  | 190    | 196    | 213    |
| Diferència         |      | −9,52% | +3,15% | +8,67% |

| Godina             | 2023 | 2024   |
| ------------------ | ---- | ------ |
| Nombre de persones | 218  | 213    |
| Diferència         |      | −2,29% |